# День Шакала (фільм)
«День Шакала» (англ. The Day of the Jackal) — британсько-французький фільм (1973), знятий режисером Фредом Циннеманном. Екранізація однойменного роману-трилера (автор — Фредерік Форсайт).

## Синопсис
Таємна військова організація ОАС, що бореться проти уряду генерала Шарля де Голля, організовує на нього замах. Проте акція зривається, а її керівник, полковник Бастьєн-Тері, розстріляний за вироком суду. Тоді лідери ОАС вирішують найняти кілера-одинака. Спеціально з іншої країни запрошено майстра своєї справи, загадкового вбивцю Шакала. Він розумний, небезпечний і невловимий, але у Франції є інтелект його рівня — комісар поліції Лебель відстає від Шакала всього на один крок…

## В ролях
| Актор(ка)           |   | Роль                     |
| ------------------- | - | ------------------------ |
| Едвард Фокс         | … | Шакал                    |
| Майкл Лонсдейл      | … | комісар Клод Лебель      |
| Сиріл К'юсак        | … | Зброяр                   |
| Дельфін Сейріг      | … | Колетт де Монпельє       |
| Філіп Леотар        | … | констебль                |
| Теренс Александер   | … | Ллойд                    |
| Мішель Оклер        | … | полковник Роллан         |
| Алан Бадел          | … | міністр                  |
| Тоні Бріттон        | … | інспектор Томас          |
| Деніс Кері          | … | Кассон                   |
| Адріан Кайла-Легран | … | президент Шарль де Голль |
| Моріс Денем         | … | генерал Кольбер          |
| Жак Франсуа         | … | Паскаль                  |
| Жан Сорель          | … | Бастьєн-Тірі             |
| Ольга Жорж-Піко     | … | Деніз, агент ОАС         |
| Мішель Сюбор        | … | терорист ОАС в автівці   |

## Визнання
| Нагороди та номінації фільму «День Шакала» | Нагороди та номінації фільму «День Шакала» | Нагороди та номінації фільму «День Шакала» | Нагороди та номінації фільму «День Шакала» | Нагороди та номінації фільму «День Шакала» | Нагороди та номінації фільму «День Шакала» |
| Рік                                        | Нагорода                                   | Категорія                                  | Номінант                                   | Результат                                  |                                            |
| ------------------------------------------ | ------------------------------------------ | ------------------------------------------ | ------------------------------------------ | ------------------------------------------ | ------------------------------------------ |
| 1974                                       | Премія «Оскар»                             | Найкращий монтаж фільму                    | Ральф Кемплен                              | Номінація                                  |                                            |
| 1974                                       | Золотий глобус                             | Найкращий фільм — драма                    | «День Шакала»                              | Номінація                                  |                                            |
| 1974                                       | Золотий глобус                             | Найкращий режисер                          | Фред Циннеманн                             | Номінація                                  |                                            |
| 1974                                       | Золотий глобус                             | Найкращий сценарій                         | Кеннет Росс                                | Номінація                                  |                                            |
| 1974                                       | Премія BAFTA                               | Найкращий фільм                            | «День Шакала»                              | Номінація                                  |                                            |
| 1974                                       | Премія BAFTA                               | Найкраща режисерська робота                | Фред Циннеманн                             | Номінація                                  |                                            |
| 1974                                       | Премія BAFTA                               | Найкращий сценарій                         | Кеннет Росс                                | Номінація                                  |                                            |
| 1974                                       | Премія BAFTA                               | Найкращий актор другого плану              | Майкл Лонсдейл                             | Номінація                                  |                                            |
| 1974                                       | Премія BAFTA                               | Найкраща акторка другого плану             | Дельфін Сейріг                             | Номінація                                  |                                            |
| 1974                                       | Премія BAFTA                               | Найкращий саундтрек до фільму              | Ніколас Стефенсон, Боб Аллен               | Номінація                                  |                                            |
| 1974                                       | Премія BAFTA                               | Найкращий монтаж фільму                    | Ральф Кемплен                              | Перемога                                   |                                            |